# Base E
La Base E - Isla Stonington (en inglés: Station E — Stonington Island o Marguerite Bay) es una estación cerrada de investigación del Reino Unido ubicada en la isla Stonington de la bahía Margarita en la Antártida. Es esta base se realizaron investigaciones sobre geología, meteorología y biología.

## Historia

### Trepassey House
La base fue inaugurada el 25 de febrero de 1946 por el Falkland Islands Dependencies Survey (FIDS) a 230 metros de la abandonada Base Este de los Estados Unidos, ocupándose los edificios de esa base durante la construcción de la estación británica, que quedó completada el 13 de marzo de 1946. Su edificio principal fue conocido como Trepassey House, en homenaje al barco MV Trepassey que transportó los elementos constructivos. La Trepassey House fue construida sobre una fundación de hormigón y ladrillo y con madera extraída de la estación ballenera de la isla Decepción. Un hangar también fue construido. Sirvió de base para la Expedición de Investigación Antártica Ronne en 1947. El explorador Vivian Fuchs fue comandante de la base entre 1948 y 1949. El personal de la base oscilaba entre 6 y 17 personas. El 12 de febrero de 1950 la Base E fue evacuada debido a que las condiciones del hielo marino habían impedido su reabastecimiento en 1949. La base fue reabierta entre el 9 de marzo de 1958 y el 7 de marzo de 1959.

### Nueva construcción
Luego del cierre de la Base Y en la isla Horseshoe, el 14 de agosto de 1960 el British Antarctic Survey reabrió la Base E para utilizarla como base permanente y como punto de apoyo a las investigaciones en el sur de la península Antártica. La Trepassey House fue abandonada y se construyó en otro sitio un nuevo edificio de dos plantas, inaugurado el 4 de marzo de 1961. La casa principal permitía alojar a 10 personas, además había una sala de máquinas y un hangar de aviones. La base fue ampliada en 1965 y el 27 de enero de 1972 se inauguró una nueva extensión. Un nuevo generador fue construido en 1967. La Base Este fue también utilizada por el personal británico, que denominó Passion Flower Hotel, Jenny’s Roost y Finn Ronne a los edificios que ocupaba como talleres y almacenes. La Trepassey House fue destruida por un incendio en enero de 1974, por lo que ninguna de las construcciones originales quedó en pie, ya que el sus materiales fueron usados en las nuevas construcciones. La Base E fue definitivamente cerrada el 23 de febrero de 1975.

## Sitio y Monumento Histórico
El sitio fue limpiado en 1991-1992, reparándose los edificios. El 19 de mayo de 1995 fue designado Sitio y Monumento Histórico SMH-64 Base E a propuesta y gestión del Reino Unido.
En la colina Flagstaff se hallan las tumbas de J. F. Noel y de T. J. Allan, muertos en junio de 1966.